# 아모레미오
《아모레미오》는 2012년 1월 1일부터 2012년 1월 29일까지 방영된 KBS 드라마 스페셜 연작 시리즈 시즌2의 두 번째 작품이다.

## 줄거리
결혼을 앞둔 딸이 우연히 아빠가 숨겨왔던 과거의 단서를 얻게 되면서 아빠의 과거를 추적해가는 미스터리 드라마.

## 등장 인물

### 주요 인물
- 정웅인 : 강해창 역
- 김보경 : 한수영 역
- 김영재 : 서민우 역
- 박탐희 : 윤도순 역

### 주변 인물
- 다나 : 강미래 역
- 박건일 : 이진국 역
- 안신우 : 최정만 역
- 김도현 : 김영식 역

### 그 외 인물
- 장태민 : 건달 역